# Channa lucius
Channa lucius är en fiskart som först beskrevs av Cuvier, 1831.  Channa lucius ingår i släktet Channa och familjen Channidae. IUCN kategoriserar arten globalt som livskraftig. Inga underarter finns listade i Catalogue of Life.